# Еберхард III фон Валдбург
Еберхард III фон Валдбург (на немски: Eberhard III von Waldburg; * ок. 1312, Валдбург; † между 5 май 1361 и 14 март 1362) от швабския род Валдбург, е дворцов трушсес фон Валдбург, господар на Тане-Валдбург, Волфег-Цайл.

## Произход и наследство
Той е син на Йохан I фон Валдбург († 1338/1339) и съпругата му Клара фон Нойфен († 1339), дъщеря на Албрехт III фон Нойфен-Марщетен-Грайзбах († 1306) и Елизабет фон Грайзбах († 1316). Внук е на Еберхард II фон Валдбург († 1291) и Елизабет Монфор († сл. 1293), дъщеря на граф Рудолф II фон Монфор-Фелдкирх († 1302) и Агнес фон Грюнинген († сл. 1265/1328). Брат е на Ото I фон Валдбург-Траухбург († 9 април 1363).
След смъртта му съпругата му управлява до 1362 г. до пълнолетието на синът им Йохан II.

## Фамилия
Еберхард III фон Валдбург се жени пр. 4 януари 1345 г. в Тек за херцогиня Агнес фон Тек (* ок. 1320; † 26 септември 1384), дъщеря на херцог Херман II фон Тек-Оберндорф († 1319) и Вилибиргис фон Тюбинген, дъщеря на граф Готрид I фон Тюбинген-Бьоблинген († 1316) и Елизабет фон Фюрстенберг († сл. 1319). Те имат децата:
- Йохан II фон Валдбург (* ок. 1344, януари 1345; † между 22 март/31 март 1424), наричан „Трушсес Ханс с четирите жени“
- Фридрих (1362 – 1375/1379)
- Ото († млад)
- Ото II (1365 – 1385), женен за графиня Аделхайд фон Кирхберг.
- Анна фон Валдбург († 1385 или 1406), омъжена I. за Рудолф I фон Зулц († 1406), II. за Марквард фон Шеленберг-Кислег († сл. 1392)
- Агнес фон Валдбург († 13 декември 1412), омъжена пр. 30. декември 1353 г. за Буркхард IV Мюнх фон Ландскрон († 1415)

## Галерия
- Замък Валдбург
- Дворец Волфег
- Дворец Цайл